# Кава, Виктор Иванович
Виктор Иванович Ка́ва (укр. Віктор Іванович Кава; 1 января 1937, с. Подол (ныне в Сребнянском районе Черниговской области Украины) — 26 ноября 2004) — украинский и советский детский писатель.

## Биография и творчество
Родился в семье учителей. Отец был директором школы. Стихи Виктор Кава начал писать рано, ещё в детстве. Школу окончил с золотой медалью. После окончания средней школы поступил в Киевский университет на факультет журналистики. Получив диплом с отличием, начал работать редактором в детском издательстве «Веселка».
Долго писал стихи, но сам же ими был недоволен. По совету Павла Тычины попробовал себя в прозе для детей.
Первый рассказ В. Кавы «Белые искры» был напечатан в газете «Литературная Украина» в 1961 году, а через два года он дебютировал сборником в издательстве «Веселка».
Позже несколько лет заведовал отделом литературы в журнале «Барвинок», затем был литконсультантом и ответственным секретарем комиссии Союза писателей Украины по работе с молодыми авторами.
Писатель известен своими произведениями на родине и за пределами Украины. Их издавали в России, Латвии, Азербайджане, Узбекистане, Белоруссии, Латвии, Литве. Его рассказы печатались на английском, немецком, румынском, болгарском языках.

## Награды и премии
За свою многолетнюю и плодотворную работу на ниве украинской детской литературы Виктор Кава был награждён медалью им. А. С. Макаренко, орденом «Знак Почёта», медалью «За доблестный труд». В 1985 году ему была присуждена Республиканская литературная премия им. Леси Украинки. Писатель был награждён медалями и грамотой Президиума Верховной Рады Украины.

## Избранная библиография
- Будь обережна, Марійко! (1982)
- Вечерние тени. Рассказ и повести (1967)
- Вечірня телеграма. Повісті та оповідання (1965)
- Вітя на вулиці: Оповідання (1991)
- День ясний і ночі горобині: Повість (1980)
- Історія одного велосипеда: Повість та оповідання (1964)
- Маркіян. Повісті (1973)
- Мені не страшно: Оповідання (1966)
- На те літо, після війни…: Повісті та оповідання (1979)
- Ніколи не забудеться: Повісті, оповідання (1987)
- Осіння стежка: Повість (1989)
- Прогуляний день: Оповідання (1963)
- Так пахла тишина: Рассказ и повесть (1978)
- Троє і весна: Повісті та оповідання (1985)
- Три червоні гвоздики: Художньо-документальні повісті (1986)
- Усмішка: Оповідання (1980)
- Червона вулиця: Повість (1974) и др.